# 児玉時国
児玉 時国（こだま ときくに、生年不詳 - 1284年?）は、鎌倉時代の児玉郡の豪族。通称は六郎（右衛門尉）。文永年間にその名を確認できる。日蓮信者。
文永8年（1271年）10月、日蓮が鎌倉幕府に捕らえられ、佐渡に流刑になった際、その途中で出会い、帰依したとされ、自邸に招き、教えを請うたとされる。日蓮が幕府に許された後にも招いたとされる。その後も度々日蓮の教えを請う為に身延山を訪れ、のちに自邸の一角に草庵を建て、信仰した。この館を寺にしたのが玉蓮寺であると伝えられている。
久米家（時国の子孫とされ、玉蓮寺に墓地がある）の伝承では、時国は庄氏流蛭川氏の子孫とされる。
『本朝高祖年譜』には、「文永8年（1271年）10月13日、児玉宿、児玉時国之家」とあり、時国の子孫が現在の児玉町児玉に在住し、六右衛門と称したと記述されている。